# Rolling release
Em software, lançamento contínuo, (rolling release em inglês) é um termo empregado para se referir a um sistema de software que se encontra em constante desenvolvimento, que é o oposto do modelo onde versões são liberadas em determinados períodos de tempo. O sistema de rolling release é comumente utilizado em distribuições de sistemas operacionais que passam por atualizações constantes ao invés de lançamentos periódicos.
Embora o termo possa ser usado e aplicado em qualquer categoria de software, ele é mais comum (embora não exclusivo) em distribuições Linux como Gentoo, Arch Linux e openSUSE Tumbleweed.
O sistema de rolling release pode ser resumido como "atualizações pequenas e frequentes". No entanto, ser atualizado constantemente não significa que o sistema é rolling release. Para ser qualificado como tal, o software precisa estar num fluxo contínuo de desenvolvimento. As atualizações de software são geralmente entregues aos usuários através de um gerenciador de pacotes que obtêm as atualizações a partir de um repositório online.

## Gerenciadores de Pacotes
Como no Arch Linux, Gentoo e Debian, a atualização é feita por um gerenciador de pacotes.
Atualizando o Arch Linux e seus derivados pelo Pacman:
```
$
 
sudo
 
pacman
 
-
Syu

```

Atualizando o openSUSE Tumbleweed (Embora o sistema informe sobre atualizações automaticamente por meio do YaST e atualize pelo mesmo via interface gráfica, pelo terminal também pode ser feita a atualização do sistema como se segue:
Esse comando atualiza a lista de repositórios e atualiza todo o sistema para as últimas versões dos pacotes:
```
"Esse comando atualiza a lista de repositórios e atualiza todo o sistema para as últimas versões dos pacotes:"

    $ sudo zypper update (Este comando não deve ser utilizado para atualizar o Tumbleweed de um snapshot para outro)

"Este comando, embora semelhante ao anterior, tem por função atualizar o sistema inteiro de uma versão para a outra:"

    $ sudo zypper dup (Este é o método indicado para atualizar o Tubleweed corretamente)

"Este apenas faz atualizações de segurança e pequenas correções:"

    $ sudo zypper patch

```

Atualizando o Debian e seus derivados pelo aptitude (apt-get):
```
$
 
sudo
 
aptitude
 
upgrade

$
 
sudo
 
apt
-
get
 
upgrade

```

Atualizando o Gentoo pelo emerge:
```
$
 
sudo
 
emerge
 
-
uD
 
world

```